# Schüfftan-Verfahren
Das Schüfftan-Verfahren ist ein klassischer Film-Trick, der heute allerdings kaum noch Verwendung findet. Es wurde von Eugen Schüfftan und Ernst Kunstmann entwickelt und durch den Film Metropolis von Fritz Lang berühmt.

Abbildung 1: Aufbau für das Schüfftan-Verfahren

Das Schüfftan-Verfahren gehört zu den Kombinationstricks: Zwei Bilder werden hier zu einem Bild kombiniert. 
Der große Vorteil eines Kombinationstricks ist dabei, dass die Größenverhältnisse der beiden Bilder keine Rolle spielen. Das Schüfftan-Verfahren spart deshalb Kosten beim Bau der Kulissen: Statt einer großen, aufwendigen Kulisse kann einfach ein kleines Modell verwendet werden.

## Das Verfahren
Für das Schüfftan-Verfahren wird ein Spiegel in einem Winkel von 45° zur Filmkamera aufgestellt. Anschließend wird die Kulisse (meistens ein verkleinertes Modell) so positioniert, dass ihr Spiegelbild die gewünschte Position im Kamerabild einnimmt. Die Kamera nimmt die Kulisse nicht direkt auf, sondern lediglich ihr Spiegelbild.
Nachdem die Kulisse richtig positioniert wurde, werden mit einem Messer die Teile der Spiegelschicht entfernt, an denen später die Darsteller zu sehen sein sollen. Dadurch wird dieser Teil des Spiegels durchsichtig.

Abbildung 2: Das Ergebnis des Schüfftan-Verfahrens

Abbildung 2 veranschaulicht, welches Bild die Kamera aufnimmt:
Dort, wo der Spiegel intakt ist, erscheint das Spiegelbild der Kulisse. Dort, wo die Spiegelschicht fehlt, kann die Kamera die Darsteller (durch die Glasscheibe hindurch) mit aufnehmen.

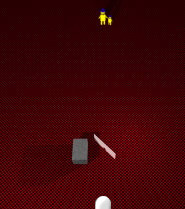
Abbildung 3: Aufbau für das Schüfftan-Verfahren (3D)

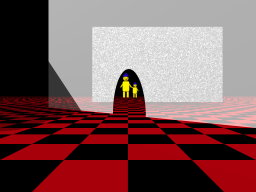
Abbildung 4: Das Ergebnis des Schüfftan-Verfahrens (3D)

## Grenzen
Ein großer Nachteil des Verfahrens besteht darin, dass die Position von Kamera und Kulisse untereinander nicht verändert werden darf. Aus diesem Grund wurde das Verfahren fast ausschließlich für Szenen eingesetzt, bei denen die Kamera ihre Position nicht ändert.